# Liste der Naturdenkmale in Schefflenz
| Naturdenkmale | Anzahl |
| ------------- | ------ |
| FND           | 0      |
| END           | 13     |
| Gesamt        | 13     |

Die Liste der Naturdenkmale in Schefflenz nennt die verordneten Naturdenkmale (ND) der im baden-württembergischen Neckar-Odenwald-Kreis liegenden Gemeinde Schefflenz. In Schefflenz gibt es insgesamt dreizehn als Naturdenkmal geschützte Objekte, keines ist ein flächenhaftes Naturdenkmal (FND), alle sind Einzelgebilde-Naturdenkmale (END).
Stand: 1. November 2016.

## Einzelgebilde (END)
| Name                                                           | Bild | Kennung     | Einzelheiten | Position | Fläche Hektar | Datum        |
| -------------------------------------------------------------- | ---- | ----------- | ------------ | -------- | ------------- | ------------ |
| Acht Eichen                                                    |      | 82251152211 | Schefflenz   | ???      | 0,0           | 1. März 1984 |
| Birnbaum                                                       |      | 82251152206 | Schefflenz   | ???      | 0,0           | 1. März 1984 |
| Birnbaum                                                       |      | 82251152210 | Schefflenz   | ???      | 0,0           | 1. März 1984 |
| Birnbaum                                                       |      | 82251152213 | Schefflenz   | ???      | 0,0           | 1. März 1984 |
| Dorflinde                                                      |      | 82251152202 | Schefflenz   | ???      | 0,0           | 1. März 1984 |
| Drei Linden                                                    |      | 82251152203 | Schefflenz   | ???      | 0,0           | 1. März 1984 |
| Große Dorflinde                                                |      | 82251152201 | Schefflenz   | ???      | 0,0           | 1. März 1984 |
| Linde, Birke                                                   |      | 82251152205 | Schefflenz   | ???      | 0,0           | 1. März 1984 |
| Linde                                                          |      | 82251152204 | Schefflenz   | ???      | 0,0           | 1. März 1984 |
| Linde                                                          |      | 82251152212 | Schefflenz   | ???      | 0,0           | 1. März 1984 |
| Vier Linden                                                    |      | 82251152209 | Schefflenz   | ???      | 0,0           | 1. März 1984 |
| Weide                                                          |      | 82251152208 | Schefflenz   | ???      | 0,0           | 1. März 1984 |
| Zwei Eichen, zwei Hainbuchen, eine Kastanie, Haselnußsträucher |      | 82251152207 | Schefflenz   | ???      | 0,0           | 1. März 1984 |
| Legende für Naturdenkmal                                       |      |             |              |          |               |              |